# Ernesto d'Assia-Philippsthal
Ernesto Eugenio Carlo Augusto Bernardo Paolo d'Assia-Philippsthal (Philippsthal, 20 dicembre 1846 – Eisenach, 22 dicembre 1925) fu capo della casata d'Assia-Philippsthal dal 1868 al 1925.

## Biografia
Era figlio primogenito del langravio Carlo II d'Assia-Philippsthal (1803-1868) e di sua moglie, la principessa Maria (1818-1888), figlia del duca Eugenio di Württemberg.
Dopo che l'Elettorato d'Assia con l'Assia-Philippsthal venne annesso alla Prussia nel 1866, Ernesto rinunciò a tutte le proprie pretese sui territori paterni dopo la morte del genitore nel 1868 assieme al cugino, il langravio Alessio d'Assia-Philippsthal-Barchfeld. Nel 1880 ricevette come compensazione una pensione di 300.000 marchi, i castelli di Hanau, Rotenburg e Schönfeld.
Morì nel 1925, celibe e senza discendenti. Con la sua morte si estinse il ramo d'Assia-Philippsthal della casata d'Assia e venne succeduto da suo cugino Clodoveo d'Assia-Philippsthal-Barchfeld.

## Ascendenza
|                                            |                                     |                                                   | Genitori                                                    |  |  | Nonni |  |  | Bisnonni                          |  |  | Trisnonni                        |  |
|                                            |                                     |                                                   |                                                             |  |  |       |  |  | 8. Guglielmo d'Assia-Philippsthal |  |  | 16. Carlo I d'Assia-Philippsthal |  |
|                                            |                                     |                                                   |                                                             |  |  |       |  |  | 8. Guglielmo d'Assia-Philippsthal |  |  | 16. Carlo I d'Assia-Philippsthal |  |
|                                            |                                     | 17. Carolina Cristina di Sassonia-Eisenach        |                                                             |  |  |       |  |  | 8. Guglielmo d'Assia-Philippsthal |  |  |                                  |  |
| 4. Ernesto Costantino d'Assia-Philippsthal |                                     |                                                   |                                                             |  |  |       |  |  | 8. Guglielmo d'Assia-Philippsthal |  |  |                                  |  |
|                                            |                                     | 9. Ulrica Eleonora d'Assia-Philippsthal-Barchfeld | 18. Guglielmo d'Assia-Philippsthal-Barchfeld                |  |  |       |  |  |                                   |  |  |                                  |  |
|                                            |                                     | 9. Ulrica Eleonora d'Assia-Philippsthal-Barchfeld | 18. Guglielmo d'Assia-Philippsthal-Barchfeld                |  |  |       |  |  |                                   |  |  |                                  |  |
|                                            |                                     | 9. Ulrica Eleonora d'Assia-Philippsthal-Barchfeld | 19. Carlotta Guglielmina di Anhalt-Bernburg-Schaumburg-Hoym |  |  |       |  |  |                                   |  |  |                                  |  |
| 2. Carlo II d'Assia-Philippsthal           |                                     | 9. Ulrica Eleonora d'Assia-Philippsthal-Barchfeld |                                                             |  |  |       |  |  |                                   |  |  |                                  |  |
|                                            |                                     | 10. Federico Carlo di Schwarzburg-Rudolstadt      | 20. Luigi Günther II di Schwarzburg-Rudolstadt              |  |  |       |  |  |                                   |  |  |                                  |  |
|                                            |                                     | 10. Federico Carlo di Schwarzburg-Rudolstadt      | 20. Luigi Günther II di Schwarzburg-Rudolstadt              |  |  |       |  |  |                                   |  |  |                                  |  |
|                                            |                                     | 10. Federico Carlo di Schwarzburg-Rudolstadt      | 21. Sofia Enrichetta di Reuss-Untergreiz                    |  |  |       |  |  |                                   |  |  |                                  |  |
| 5. Luisa di Schwarzburg-Rudolstadt         |                                     | 10. Federico Carlo di Schwarzburg-Rudolstadt      |                                                             |  |  |       |  |  |                                   |  |  |                                  |  |
|                                            |                                     | 11. Federica di Schwarzburg-Rudolstadt            | 22. Giovanni Federico di Schwarzburg-Rudolstadt             |  |  |       |  |  |                                   |  |  |                                  |  |
|                                            |                                     | 11. Federica di Schwarzburg-Rudolstadt            | 22. Giovanni Federico di Schwarzburg-Rudolstadt             |  |  |       |  |  |                                   |  |  |                                  |  |
|                                            |                                     | 11. Federica di Schwarzburg-Rudolstadt            | 23. Bernardina Cristiana di Sassonia-Weimar                 |  |  |       |  |  |                                   |  |  |                                  |  |
| 1. Ernesto d'Assia-Philippsthal            |                                     | 11. Federica di Schwarzburg-Rudolstadt            |                                                             |  |  |       |  |  |                                   |  |  |                                  |  |
|                                            | 12. Eugenio Federico di Württemberg | 24. Federico II Eugenio di Württemberg            |                                                             |  |  |       |  |  |                                   |  |  |                                  |  |
|                                            | 12. Eugenio Federico di Württemberg | 24. Federico II Eugenio di Württemberg            |                                                             |  |  |       |  |  |                                   |  |  |                                  |  |
|                                            | 12. Eugenio Federico di Württemberg | 25. Federica Dorotea di Brandeburgo-Schwedt       |                                                             |  |  |       |  |  |                                   |  |  |                                  |  |
| 6. Eugenio di Württemberg                  | 12. Eugenio Federico di Württemberg |                                                   |                                                             |  |  |       |  |  |                                   |  |  |                                  |  |
|                                            |                                     | 13. Luisa di Stolberg-Gedern                      | 26. Cristiano Carlo di Stolberg-Gedern                      |  |  |       |  |  |                                   |  |  |                                  |  |
|                                            |                                     | 13. Luisa di Stolberg-Gedern                      | 26. Cristiano Carlo di Stolberg-Gedern                      |  |  |       |  |  |                                   |  |  |                                  |  |
|                                            |                                     | 13. Luisa di Stolberg-Gedern                      | 27. Eleonora di Reuss-Lobenstein                            |  |  |       |  |  |                                   |  |  |                                  |  |
| 3. Maria di Württemberg                    |                                     | 13. Luisa di Stolberg-Gedern                      |                                                             |  |  |       |  |  |                                   |  |  |                                  |  |
|                                            |                                     | 14. Giorgio I di Waldeck e Pyrmont                | 28. Carlo Augusto Federico di Waldeck e Pyrmont             |  |  |       |  |  |                                   |  |  |                                  |  |
|                                            |                                     | 14. Giorgio I di Waldeck e Pyrmont                | 28. Carlo Augusto Federico di Waldeck e Pyrmont             |  |  |       |  |  |                                   |  |  |                                  |  |
|                                            |                                     | 14. Giorgio I di Waldeck e Pyrmont                | 29. Cristiana Enrichetta del Palatinato-Zweibrücken         |  |  |       |  |  |                                   |  |  |                                  |  |
| 7. Matilde di Waldeck e Pyrmont            |                                     | 14. Giorgio I di Waldeck e Pyrmont                |                                                             |  |  |       |  |  |                                   |  |  |                                  |  |
|                                            |                                     | 15. Augusta di Schwarzburg-Sondershausen          | 30. Cristiano Günther III di Schwarzburg-Sondershausen      |  |  |       |  |  |                                   |  |  |                                  |  |
|                                            |                                     | 15. Augusta di Schwarzburg-Sondershausen          | 30. Cristiano Günther III di Schwarzburg-Sondershausen      |  |  |       |  |  |                                   |  |  |                                  |  |
|                                            |                                     | 15. Augusta di Schwarzburg-Sondershausen          | 31. Carlotta Guglielmina di Anhalt-Bernburg                 |  |  |       |  |  |                                   |  |  |                                  |  |
|                                            |                                     | 15. Augusta di Schwarzburg-Sondershausen          |                                                             |  |  |       |  |  |                                   |  |  |                                  |  |

| Controllo di autorità | VIAF (EN) 75146998415318940390 · GND (DE) 1108329705 |